# PWS-5
PWS 5 hay PWS 5t2, là một loại máy bay liên lạc của Ba Lan, do hãng PWS (Podlaska Wytwórnia Samolotów) chế tạo năm 1928.

## Biến thể
P.W.S. 7
P.W.S. 5
P.W.S. 5t2
P.W.S. 6

## Tính năng kỹ chiến thuật (P.W.S.5t2)
Dữ liệu lấy từ Polish Aircraft 1893–1939
Đặc điểm tổng quát
- Kíp lái: 2
- Chiều dài: 6,78 m (22 ft 3¼ in)
- Sải cánh: 9 m (29 ft 6¾ in)
- Chiều cao: 2,9 m (9 ft 6¼ in)
- Diện tích cánh: 25 m² (269,1 ft²)
- Trọng lượng rỗng: 787 kg (1.735 lb)
- Trọng lượng có tải: 1.180 kg (2.601 lb)
- Trọng tải có ích: 393 kg (866 lb)
- Động cơ: 1 × Skoda-Wright Whirlwind J-5, 220 hp (164 kW)

 Hiệu suất bay 
- Vận tốc cực đại: 155 km/h (96,3 mph) trên mực nước biển
- Vận tốc hành trình: 135 km/h (84 mph)
- Vận tốc tắt ngưỡng: 60 km/h (37 mph)
- Tầm bay: 550 km (342 dặm)
- Trần bay: 2.500 m (8.202 ft)
- Vận tốc lên cao: 2,7 m/s (531,5 ft/phút)
- Tải trên cánh: 47,2 kg/m² (9,67 lb/ft²)
- Công suất/trọng lượng: 5,4 kg/hp (11,8 lb/hp)

Trang bị vũ khí

- Súng: 1 x súng máy 7,7 mm